# 大澤屋
大澤屋（おおさわや）は群馬県渋川市伊香保町水沢にあるうどん屋である。昭和45年に大河原盛之が開業。当初は当初は約30坪の小さな店だったが、現在では広い駐車場を有し、自家用車や観光バスによる客を迎える体制を取っている。
平成9年に大河原秀之が大澤屋を引き継ぎ、代表取締役に就任した。

## 特徴
水沢うどんは香川の讃岐うどん、秋田の稲庭うどんとともに日本３大うどんに数えられている。400年の歴史を持つうどん店軒を連ねる中、大澤屋は開業してからの年月は短いものうどん作りにこだわりを持っている。
麺は、強いコシ・透明感・のど越しの良さを出すための27ある工程を2日間かけて作っている。
つゆは職人が毎朝丁寧に手作りしており、大澤屋秘伝の「かえし」と白だしは、煮干の下処理から節を入れる順番まで、こだわっている。
ごまつゆには、香りとコクのある金ゴマを使用し、当日使う分だけをすり鉢で仕上げ、手作り味噌と砂糖、出汁を加え作っている。
舞茸に関しても契約栽培の、香りが強、香りが強く味の濃い肉厚な舞茸を使用している。

## ラジオCM
- TBSラジオで放送されており、「大沢悠里のゆうゆうワイド」のパーソナリティである大沢悠里がナレーションをつとめている。大沢がCMで言っている通り、読みは同じだが血縁関係は無い。
- 2020年にはNACK5でもCMがオンエアされている（ナレーションは女性）。